# ちびっこたち
『ちびっこたち』（英: Li'l Folks）は、チャールズ・M・シュルツによるアメリカ合衆国の漫画。1947年6月8日・15日の『ミネアポリス・トリビューン』紙に掲載された後、同年6月22日から1950年1月22日にかけてシュルツの地元紙である『セントポール・パイオニア・プレス』紙で週1回連載された。邦題は『リル・フォークス』とも。
1コマ漫画が各回に3 - 4本掲載される形式であった。キャラクターにはチャーリー・ブラウンという名前の少年やその犬などがいて、シュルツの代表作である『ピーナッツ』の前身ともいえる作品。
新聞社と原稿料について折り合いがつかず、1950年1月22日に連載終了。その年の10月2日から『ピーナッツ』の連載が始まる。